# 81 aC
L'any 81 aC va ser un any del calendari romà prejulià. En aquell temps, era conegut com a any del consolat de Dolabel·la i Dècula (o, més rarament, any 673 ab urbe condita o de la fundació de la ciutat). L'ús del nom «81 aC» per referir-se a aquest any es remunta a l'alta edat mitjana, quan el sistema Anno Domini va ser el mètode de numeració dels anys més comú a Europa.

## Esdeveniments

### República Romana
- Gneu Corneli Dolabel·la i Marc Tul·li Dècula són elegits cònsols.[2] Els cònsols d'aquest any només són nominals, perquè tot el poder el té Sul·la, nomenat dictador.[3]
- Durant la seva dictadura, Sul·la aprova o fa aprovar diverses lleis amb la intenció de restaurar l'esperit de la primera època de la República Romana i promou una reforma profunda del sistema legal romà, amb les Leges Corneliae.[4]
- S'acaben les proscripcions de Sul·la. Segons Apià, s'han executat 105 senadors i 1.600 equites, i un nombre indeterminat de persones.[3]
- Ciceró escriu el seu primer discurs judicial conservat, En defensa de Quincti (Oratio pro Publio Quinctio o Pro Quinctio).[5]

### Hispània
- Quint Sertori, general partidari de Gai Mari i contrari a Sul·la i al Senat de Roma, conquesta Eivissa, defensada pel pretor Gai Anni Lusc, enviat per Sul·la contra Sertori.[6]
- Els partidaris de Sul·la entren a la Hispània Citerior, on governa Sertori, que ha de fugir a Cartago Nova, i després a Mauritània, on existeix una forta facció addicta al partit popular romà. No pot desembarcar i surt a la mar, on s'uneix a uns pirates cilicis i s'apodera de les illes Pitiüses. Anni Lusc l'ataca i va cap a l'estret de Gibraltar. Finalment desembarca a la boca del Guadalquivir (Betis).[7]
- Sertori, per pagar als seus homes, ataca Mauretània i ajuda uns rebels contra el rei. Victoriós, derrota a Paccià, enviat per Sul·la a la regió. Ocupa Tingis (Tànger) on hi ha el rei de Mauretània (que devia ser Boccus I) i es fa amo de la regió. Mort Paccià, els seus soldats es passen al bàndol de Sertori.[8]

## Necrològiques
- Quint Lucreci Ofel·la, mort per Luci Bel·liè al Fòrum per ordre de Sul·la, que no volia que es presentés als comicis consulars.[3]
- Àrsaces I, rei de la Ibèria caucàsica.[9]